# Giovanni Bovio
Giovanni Bovio (né à Trani le 6 février 1837  et mort à Naples le 15 avril 1903) est un philosophe  et un homme politique du parti républicain italien.

## Biographie
Giovanni Bovio est né à Trani. Il a été membre de la Chambre des députés du Parlement du royaume d'Italie. Il a écrit un ouvrage philosophique en 1864 appelé Il Verbo Novello.
En 1883 il participe à la création du mouvement radical « Fascio della democrazia » et en 1895, il fonde le Parti républicain italien.

Une plaque sur la maison de la Piazza Giovanni Bovio numéro 38 rappelle sa mort dans cette maison :<

« Dans cette maison mourut le pauvre et incorrompu Giovanni Bovio, qui en méditant avec un esprit libre sur l'infini et en consacrant les raisons des peuples dans des pages adamantines, raviva avec une grande splendeur la pensée italienne et fut un voyant prémonitoire du nouvel âge »

— U Buccini 1905
Bovio était un franc-maçon initié au 33e degré du Rite écossais, après avoir rejoint la loge Caprera de Trani en 1863,,. Son grand-père Francesco Bovio était également franc-maçon.